# Glenn Solberg
Glenn Solberg (Drammen, 18 de febrero de 1972) es un exjugador de balonmano noruego que jugaba de central. En la actualidad ejerce de entrenador del mismo deporte, habiendo sido el seleccionador de la selección de balonmano de Suecia, con la que logró la medalla de plata en el Campeonato Mundial de Balonmano Masculino de 2021, y abandonando la selección sueca en 2024, tras los Juegos Olímpicos de París.
Como jugador fue internacional con la selección de balonmano de Noruega, con la que disputó 122 partidos, en los que anotó 250 goles.

## Palmarés

### Drammen
- EHF Challenge Cup (1): 1996
- Liga de Noruega de balonmano (3): 1997, 2007, 2008

### Barcelona
- Liga Asobal (1): 2003
- Copa EHF (1): 2003
- Supercopa de Europa de Balonmano (1): 2004
- Copa del Rey de Balonmano (1): 2004
- Supercopa de España de Balonmano (1): 2004

### Flensburg-Handewitt
- Copa de Alemania de balonmano (1): 2005

## Clubes

### Como jugador
| Club                   | País     | Año         |
| ---------------------- | -------- | ----------- |
| Reistadt IL            | Noruega  | 1983 - 1992 |
| Drammen HK             | Noruega  | 1992 - 1997 |
| HSG Nordhorn-Lingen    | Alemania | 1997 - 2002 |
| FC Barcelona           | España   | 2002 - 2004 |
| SG Flensburg-Handewitt | Alemania | 2004 - 2006 |
| Drammen HK             | Noruega  | 2006 - 2008 |

### Como entrenador
| Club                | País    | Año         |
| ------------------- | ------- | ----------- |
| Noruega (asistente) | Noruega | 2014 - 2016 |
| St. Hallvard HK     | Noruega | 2015 - 2019 |
| Suecia              | Suecia  | 2020 - 2024 |